# Atletica leggera ai X Giochi panafricani - 800 metri piani maschili
La specialità degli 800 metri piani maschili ai X Giochi panafricani si è svolta l'11 e 13 settembre 2011 all'Estádio Nacional do Zimpeto di Maputo.

## Podio
| Oro     | Taoufik Makhloufi Algeria |
| Argento | Boaz Lalang Kenya         |
| Bronzo  | Job Kinyor Kenya          |

## Risultati

### Batterie
I primi tre di ogni gruppo (Q) ed i successivi tre migliori tempi (q) si qualificano alla finale.
| Class | Gruppo | Nome                   | Nazione            | Tempo   | Note             |
| ----- | ------ | ---------------------- | ------------------ | ------- | ---------------- |
| 1     | 1      | Taoufik Makhloufi      | Algeria            | 1:47.50 | Q                |
| 2     | 1      | Job Kinyor             | Kenya              | 1:47.80 | Q                |
| 3     | 1      | Prince Mumba           | Zambia             | 1:48.15 | q                |
| 4     | 2      | David Mutua            | Kenya              | 1:48.69 | Q                |
| 5     | 2      | Esrael Awoke           | Etiopia            | 1:49.35 | Q                |
| 6     | 1      | Shiferaw Wola          | Etiopia            | 1:49.49 | q                |
| 7     | 3      | Boaz Lalang            | Kenya              | 1:49.50 | Q                |
| 8     | 3      | Ghyrmay Yowhanes       | Eritrea            | 1:49.71 | Q                |
| 9     | 2      | Moussa Camara          | Mali               | 1:49.99 |                  |
| 10    | 2      | Isaac Seoke            | Botswana           | 1:50.20 |                  |
| 11    | 3      | Teshome Weyessa        | Etiopia            | 1:50.29 |                  |
| 12    | 1      | Kristof Shaanika       | Namibia            | 1:50.91 |                  |
| 13    | 3      | Daniel Nghipandulwa    | Namibia            | 1:51.13 |                  |
| 14    | 1      | Wilyam Philip          | Sudan              | 1:51.66 |                  |
| 15    | 3      | Ntawuyirushimtege Pomt | Ruanda             | 1:52.26 |                  |
| 16    | 2      | Osman Yahya            | Sudan              | 1:52.54 |                  |
| 17    | 2      | Samuel Ibraimo Machava | Mozambico          | 1:53.42 |                  |
| 18    | 1      | Manuel António         | Angola             | 1:53.90 |                  |
| 19    | 2      | Ngouari Mouissi        | Rep. del Congo     | 1:54.60 |                  |
| 20    | 3      | Benjamín Enzema        | Guinea Equatoriale | 1:57.87 | Record nazionale |
| 21    | 2      | Lusanga Kafwa Rosel    | RD del Congo       | 1:58.00 |                  |
| 22    | 1      | Frederic Vaz           | Capo Verde         | 1:59.81 |                  |
| N.D.  | 3      | Ismail Ahmed Ismail    | Sudan              | dns     |                  |

### Finale
| Class   | Nome              | Nazione | Tempo   | Note |
| ------- | ----------------- | ------- | ------- | ---- |
| Oro     | Taoufik Makhloufi | Algeria | 1:46.32 |      |
| Argento | Boaz Lalang       | Kenya   | 1:46.40 |      |
| Bronzo  | Job Kinyor        | Kenya   | 1:46.52 |      |
| 4       | Prince Mumba      | Zambia  | 1:47.04 |      |
| 5       | Ghyrmay Yowhanes  | Eritrea | 1:47.47 |      |
| 6       | David Mutua       | Kenya   | 1:47.81 |      |
| 7       | Shiferaw Wola     | Etiopia | 1:47.95 |      |
| 8       | Esrael Awoke      | Etiopia | 1:49.86 |      |